# لوکاس سیبالوس (بازیکن فوتبال، زاده ۱۹۸۸)
لوکاس سیبالوس (انگلیسی: Lucas Ceballos؛ زادهٔ ۲۲ دسامبر ۱۹۸۸) بازیکن فوتبال اهل آرژانتین است.